# 黃迪光
黃迪光，原名黃恩保，字浩韶，廣東順德府杏坛镇麦村人，清朝政治人物、進士出身。
嘉慶十四年，登進士，授高州府教授。